# Chaise-Dieu-du-Theil
Chaise-Dieu-du-Theil là một xã thuộc tỉnh Eure trong vùng Normandie miền bắc nước Pháp.